# Enrique de Borja y Aragón
Enrique de Borja y Aragón (ur. 19 grudnia 1518 w Gandii, zm. 16 września 1540 w Viterbo) – hiszpański kardynał.

## Życiorys
Urodził się 19 grudnia 1518 roku w Gandii, jako syn Juana Borjy y Enriqueza i Juany Aragońskiej (jego bratem był Franciszek Borgiasz, a bratem przyrodnim – Rodrigo Luis de Borja y de Castre-Pinós). W młodości wstąpił do zakonu rycerskiego z Montesy. 17 grudnia 1539 roku został wybrany biskupem Squillace. Ponieważ nie osiągnął kanonicznego wieku 27 lat, został administratorem apostolskim diecezji. Dwa dni później został kreowany kardynałem diakonem i otrzymał diakonię SS. Nereo e Achilleo. 16 czerwca 1540 roku przyjął święcenia diakonatu. Zmarł dokładnie trzy miesiące później w Viterbo.